# Terciarització
La terciarització és una transformació econòmica i social que afecta els països més desenvolupats des de l'última fase de la revolució industrial (tercera revolució industrial). No solament consisteix que la població ocupada en el sector terciari (serveis) passa a ser més nombrosa que la del sector secundari (indústria), sinó que la forma de treball pròpia d'aquest sector es difon per tots els altres, terciaritzant-los.
Per exemple, en el canvi de les instal·lacions industrials: les grans i contaminants plantes de la segona revolució industrial (siderúrgia, indústria química), de gran impacte espacial i ecològic, es veuen sotmeses a la deslocalització (en benefici dels nous països industrialitzats, abans subdesenvolupats) i a la reconversió industrial posterior a la Crisi del petroli del 1973; el nou tipus d'indústria pròpia dels països més avançats s'allotjarà en moderns i nets polígons industrials o fins i tot parcs tecnològics integrats en l'espai urbà i els entorns universitaris, i aconsegueix la sinergia dels processos de recerca i desenvolupament.
També es produeix un canvi en el tipus de treballador industrial i la formació que se li requereix, que ja no està vinculada a una formació professional rígida que determina la seva funció laboral fins a la seva jubilació, sinó flexible per permetre el canvi de lloc de treball, de sector professional i de nivell, no únicament en el sentit de la promoció laboral, sinó arribat el cas, en el del subempleu, en perspectiva individual, la qual cosa és denunciat com una erosió dels drets laborals col·lectius conquistats pel moviment obrer tradicional. Disminueix la proporció de treballadors de granota blava (operaris, tant sense especialitzar com especialitzats) en benefici dels treballadors de bata blanca (quadres), però sobretot es difuminen les diferències existents entre qualsevol d'ells i els treballadors de camisa i corbata que treballen en sector informàtic (tradicionalment administratius o llocs d'atenció al públic), de forma indistingible també amb els treballadors de la mateixa condició que poguessin fer-ho en una empresa comercial o de serveis (o fins i tot en determinats nivells d'una gran empresa agrícola), la qual cosa dona la justificació perquè alguns proposin la seva denominació com sector quaternari.
En menor mesura pot dir-se alguna cosa semblant de les activitats del sector primari (agrícoles, ramaderes, pesqueres i forestals), la mecanització de les quals i modernització produeix dràstics canvis en l'estructura laboral i en la forma tradicional de treball. El que sí que s'ha produït d'una manera molt notable és la terciarització de l'espai rural, que ha deixat de ser tan exclusivament agrari com havia estat tradicional, per allotjar tot tipus d'activitats econòmiques, siguin vinculades al seu mitjà com el turisme rural, o completament deslocalitzades com les que permet el teletreball.
També es parla de terciarització en els usos de l'espai urbà, sobretot en els nuclis històrics i el centre de les ciutats, significant llavors la substitució d'habitatges (ús residencial) per usos turístics, comercials o administratius.
No ha de confondre's amb la tercerització (també anomenada externalització o subcontractació, anglès outsourcing), encara que és un fenomen econòmic i social contemporani i amb el que poden trobar-se-li connexions.